# Edoardo Reja
Edoardo "Edy" Reja (né le 10 octobre 1945 à Gorizia, dans la région du Frioul-Vénétie Julienne, dans le nord-est de l'Italie) est un footballeur italien, devenu entraîneur à l'issue de sa carrière. 
Palmarès: 
1 Serie B Vicenza 1999/2000,
1 Serie B Cagliari 2003/2004,
1 Serie C Naples 2005/2006,
Promotion Serie B Naples 2006/2007,
1 Coupe de Croatie avec Hajduk Split 2010,
Le 30 novembre 2022, il quitte l’Albanie et prend sa retraite après 43 ans de carrière.
Le 15 janvier 2023 “Edy” Reja devient le directeur sportif du HNK Gorica en Slovénie.

## Biographie
Durant sa carrière de joueur, il a principalement joué dans les clubs de la SPAL Ferrara et de l'US Palerme, où il était milieu de terrain.
En tant qu'entraîneur, il a été à la tête de nombreuses équipes (une vingtaine) ce qui en fait l'un des entraîneurs les plus expérimentés du championnat italien.